# Moshe Ernster
Moshe Ernster (n. 22 octombrie 1924, Cluj, România – d. 8 ianuarie 2013, Ierusalim, Palestina) a fost un rabin hasidic originar din România, ce a activat în Israel. El a fost membru al grupului hasidic Vizhnitz, fiind ginerele rabinului-șef Hayim Meir Hager. Când Nordul Transilvaniei a fost ocupat de Ungaria hortistă, el s-a refugiat cu familia la București. Ulterior a emigrat în Israel, împreună cu mare parte din membri grupului hasidic, din cauza presiunilor autorităților comuniste. 